# Jan Sobiepan Zamoyski

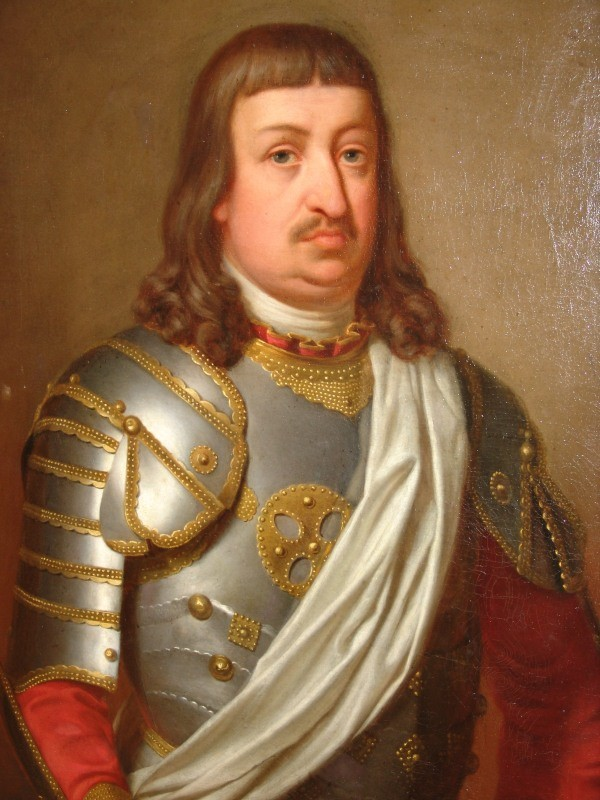
Jan Sobiepan Zamoyski (vor 1665, Porträt eines unbekannten Malers)

Jan Sobiepan Zamoyski (* 9. Januar 1627 in Zamość; † 2. April 1665 ebenda) war ein polnischer Magnat, Staatsmann und General der Republik Polen-Litauen. Als Sohn von Tomasz Zamoyski und der Katarzyna Zamoyska, geborene Prinzessin Ostrogska, entstammte er dem Haus Zamoyski.

## Leben
Jan Sobiepan Zamoyski war ab 1658 Wojewode von Kiew (Woiwodschaft Kiew) und ab 1659 von Sandomir (Wojewodschaft Sandomierz) sowie bereits ab 1653 Krajczy- (lat. incisor Regni) und ab 1655 Mundschenk der polnischen Krone, außerdem Starost von Kałuszyn und Rostoki. Er war als General von Podolien vor allem auf dem militärischen Gebiet tätig. So konnte er beispielsweise seine Heimat, die mit Festungsmauern aufgerüstet wurde, zur Zeit der „Schwedischen Sintflut“, 1655–1660, erfolgreich gegen die Schweden verteidigen. Außerdem stellte er mehr als 300 bewaffnete Husaren für die Schlacht bei Warka und beteiligte sich auch an den Kampfhandlungen. Die Schlacht fand auf dem Gebiet der von Jan Zamoyski als Wojewode kontrollierten Wojewodschaft Sandomir statt. Der Beiname Sobiepan ist ein Spitzname, den er wegen seiner Tapferkeit und seines Einsatzwillens erhielt. Vom Schriftsteller Henryk Sienkiewicz wird er als Held zur Zeit der „Schwedischen Flut“ dargestellt.

## Ehe und Nachkommen
Jan heiratete 1658 die französische Adelige und Hofdame der Königin, Maria Kazimiera d’Arquien, die später mit dem König Jan III. Sobieski verheiratet war. Mit ihr hatte er drei Töchter, die alle im Kindesalter verstarben.